# اچ‌ام‌اس کادیس (دی۷۹)
اچ‌ام‌اس کادیس (دی۷۹) (به انگلیسی: HMS Cadiz (D79)) یک کشتی بود که طول آن ۳۷۹ فوت (۱۱۶ متر) بود. این کشتی در سال ۱۹۴۴ ساخته شد.